# Wannberg (Pottenstein)
Wannberg ist ein Gemeindeteil der Stadt Pottenstein im Landkreis Bayreuth (Oberfranken, Bayern). Wannberg liegt in der Gemarkung Elbersberg.

## Lage
Das Dorf liegt in der Fränkischen Schweiz auf freier Flur, etwa 5 km südöstlich von Pottenstein an der Bundesstraße 470. Südlich von Wannberg liegt das Klumpertal, eines der schönsten Täler in der Fränkischen Schweiz.

## Geschichte
1402 wurde der Ort als „Bainberg“ erstmals genannt, anlässlich der Verpfändung des Amtes Beheimstein, zu dem der Ort damals gehörte, an den Burggrafen Johann III. von Nürnberg.
Der Gemeindeteil der ehemaligen Gemeinde Elbersberg wurde im Zuge der Gebietsreform in Bayern zusammen mit seinem Hauptort im Jahr 1978 nach Pottenstein eingegliedert.